# Agent 47
L'Agent 47 és el personatge principal de la sèrie de videojocs Hitman, de la qual se n'han llançat quatre jocs. El seu nom ve d'un codi de barres tatuat al clatell (640509-040147), s'agafa els dos últims dígits, 47, per abreujar. Ell treballa sota diversos pseudònims durant les missions; el primer fou Tobias Rieper, revelat al primer joc de la sèrie, i és fins ara el més emprat. Altres pseudònims han estat Metzger (en alemany: carnisser), Sr. Juli, Sr. Byrd, Sr. Johnson, Jacob Leiter i Dr. Cropes (un anagrama de "corpse", en anglès: cadàver). S'ha de destacar que 47 no és pas un humà, en el sentit que fou creat en sèrie juntament amb els seus altres homòlegs, els quals està demostrat que estan desfasats.
Aquest personatge és un clon d'una organització secreta, creat per ser una màquina d'executar objectius sense cap remordiment, l'utensili d'execució que li donà fama fou la corda de piano, amb la que estrangulava les seves víctimes silenciosament. Posteriorment escollí dues pistoles Silverballers o el rifle W2000 com a representació. Fou clonat amb ADN de cinc dels assassins més letals del món.
La seva veu és proporcionada per l'actor David Bateson.